# Cryptanthus burle-marxii
Cryptanthus burle-marxii là một loài thực vật có hoa trong họ Bromeliaceae. Loài này được Leme mô tả khoa học đầu tiên năm 1990.